# Зимовий тріатлон
Зимовий тріатлон — зимовий вид тріатлону, який складається з безперервного триборства по снігу: біг, велоїзда, біг на лижах. Відрізняється від класичного тріатлону заміною плавання на біг на лижах і проведенням змаганням на всіх етапах на снігу.

## Зародження та розвиток
У 1980-х роках у Європі з'явилася зимова версія тріатлону, яка об'єднала в собі біг, велоїзда і біг на лижах (перші два етапи також проводяться по снігу). Існують і інші його різновиди, може включатися біг на ковзанах. 1989 року в німецькому місті Інзель пройшли змагання з подолання зимової комбінованої дистанції бігом, бігом на лижах і бігом на ковзанах (20,0 км + 30,0 км + 40,0 км відповідно).
Міжнародна Федерація тріатлону (ITU) з усієї апробованої «різноманітності видів» і дистанцій за основу в зимовому тріатлоні прийняла формулу біг + велоїзда + біг на лижах, і стандартну дистанцію 7-9 км + 12-14 км + 10-12 км відповідно. За чинними міжнародними правилами варіювання протяжності етапів у незначних межах допускається на змаганнях усіх рангів і залежить від особливостей місцевості, де вони проводяться.
Перші змагання за затвердженими ITU комбінацією і дистанцією (8,5 км біг + 12,5 км велоїзда + 10,0 км біг на лижах) пройшли в 1995 році в Італії (Мальс) під назвою «Зимовий тріатлон Південного Тіролю». 1997 року там же і на тій же за довжиною дистанцією ITU провелела перший чемпіонат світу з зимового тріатлону. Першими чемпіонами стали: у чоловіків — італієць Паоло Ріва (спеціалізація лижі), у жінок — його співвітчизниця, професійна велогонщиця Марія Канінс-Бональда.
У 2001 році був проведений перший чемпіонат США по зимовому тріатлону, де переможцями стали американська велогонщиця Гретхен Рівз і легендарний спортсмен — шестиразовий чемпіон США з велогонок по пересіченій місцевості, дворазовий чемпіон серії «Xterra» (1998, 1999 роки) по крос-кантрі тріатлону (острів Ібіца, Іспанія) 46-річний ветеран маунтенбайка Нед Оверенд.
На пострадянському просторі перші Всеросійські змагання із зимового безперервному триборства відбулися в Москві 19 березня 2005 на території Ізмайловського парку. 2006 року в Ярославлі пройшов перший чемпіонат Росії з зимового тріатлону. Переможцями стали Ксенія Черних (раніше займалася велоорієнтуванням) і колишній лижник Андрій Мишанін.
У Європі інтерес до зимового безперервного триборства дуже високий і він популярний у таких країнах, як Італія, Іспанія, Австрія, Німеччина, Франція, Швейцарія, Швеція, Фінляндія, Норвегія, Чехія, Словаччина, Естонія, Латвія і ряді інших. 2006 року на X чемпіонаті світу з зимового тріатлону беруть участь спортсмени з 37 країн з 5
континентів.
ITU доклала чимало зусиль, щоб Міжнародний Олімпійський Комітет (МОК) включив зимовий варіант тріатлон у програму зимових Олімпійських ігор в Ванкувері (2010), але отримав відмову.

## Правила змагань

### Дистанції
Офіційними дистанціями у виді програми триатлон-зимовий (біг, велоїзда, біг на лижах), на яких нині проводяться міжнародні змагання в Європі і світі під егідою Європейської Федерації тріатлону (ETU) і ITU є: юнацька (2,0 + 4,0 + 3,0 км), коротка (3,0 + 5,0 + 5,0 км), стандартна (7,0 + 12,0 + 10,0 км) і довга (9,0 + 14,0 + 12,0 км).
У 2014 році в норвезькому гірськолижному курорті Skeikempen у рамках чемпіонату світу вперше проходили змагання «Royal
Winter Triathlon» з зимового тріатлону на довгій дистанції 21,0 км біг + 30,0 км велогонка + 30,0 км лижна гонка.
Крім індивідуальних змагань із зимового тріатлону, існує також естафета, де беруть участь команди, що складаються з трьох атлетів, кожен з яких послідовно долає коротку дистанцію (3,0 + 5,0 + 5,0 км).

### Вимоги до спортивного інвентарю та екіпірування
На велоетапі зазвичай застосовують гірські велосипеди, які використовують велосипедисти в змаганнях крос-кантрі (велогонка по пересіченій місцевості).
Бігові лижі і палиці тріатлети підбирають собі самі, у залежності від власних уподобань (жорстких вимог немає) і антропометричних особливостей.
Основна екіпіровка складається з комбінезону, спортивної шапочки, рукавичок, велошолому (що забезпечує безпеку відповідно міжнародному стандарту), бігових кросівок і лижних черевиків.
Як додаткове екіпірування використовуються окуляри, лижні балаклави, термовелофляги, велокросівки з контактними педалями (на відміну від велотуфель у них можна не тільки їхати на велосипеді, але і бігти, оскільки механізм фіксації з педаллю розташований не зовні, а в самій підошві, і основа взуття не жорстка, а гнучка).

### Перед стартом
Завчасно до старту сніговий покрив укочується снігоходами на всій дистанції гонки. Паралельно трасі в місці старту-фінішу організаторами влаштовується транзитна зона, де кожному спортсмену відводиться індивідуальне місце для зберігання спортінвентарю і екіпірування відповідно до його стартового номера. Конструктивно вона влаштована таким чином, що при її проходженні (під час зміни етапів) кожен тріатлет долає однакову відстань.
Попередньо перед початком змагань спортсмен зобов'язаний пройти загальноприйняту в тріатлоні процедуру передстартової реєстрації, а також надати суддям для технічного огляду свій велосипед і велошолом. Після реєстрації та отримання стартового пакета учасник може увійти всередину транзиту і розмістити свій спортивний інвентар та екіпірування в місці, що відповідає його стартовому номеру.
У стартовому пакеті знаходиться:
- номер на велосипед (кріпиться попереду в районі виносу керма і підстави вилки);
- три номера-стікера, що самоклеяться, для велошолома (приклеюються спереду і з боків);
- два основних номера в формі майки (надягаються зверху на комбінезон, тому на тілі атлета один номер постійно знаходиться спереду, а інший — ззаду на всіх етапах безперервного триборства);
- один спеціальний чип-ідентифікатор, повідомляє комп'ютеру проходження дистанції тріатлетом (кріпиться в області щиколотки ноги учасника і видається, якщо траса змагань оснащена відповідною апаратурою).

Перед стартом доступ в транзитну зону припиняється.

## Проходження дистанції

### Біговій сегмент
Змагання з дисципліни тріатлон-зимовий починаються з кросового бігу. Учасники, закріпивши чип-ідентифікатор, вдягнувши майку з особистим номером, шикуються в лінію (або кілька шеренг, в залежності від кількості атлетів) на кордоні транзитної зони. Після пострілу стартового пістолета все розпочинають рух дистанцією. Траса бігового етапу пролягає по укоченому сніжному покриву, позначається покажчиками і має замкнуту форму.

### Перший транзит
Дотримання зміни видів фізичної діяльності при подоланні зимової комбінованої дистанції строго регламентовано. Тому після завершення бігового етапу тріатлети направляються до свого місця в транзитній зоні. Знявши з ніг бігові кросівки і перевзувшись у велокросівки, надівши на голову і застібнувши (не знімаючи спортивної шапочки) велошолом, учасники беруть свої велосипеди і біжать з ними (пересування на велосипеді всередині транзиту заборонено) до виходу з транзитної зони.

### Велосипедний сегмент
На кордоні транзитної зони атлети сідають на гірські велосипеди (ширина шин бажано не вужче 40 мм) і вирушають на подолання другого етапу зимового тріатлону. Траса велоетапу також прокладається по сніжному покриву і ускладнюється підйомами та спусками (для повнішого розкриття можливостей учасників гонки), має замкнуту форму і позначається покажчиками.

### Другий транзит
Завершуючи велогонку по снігу, тріатлети спішуються перед кордоном транзитної зони (їзда всередині недопустима) і бігом, притримуючи велосипед рукою, направляються до свого місця в транзиті.
Встановивши велосипед на рампу, знявши з голови велошолом і перевзувшись в лижні черевики, взявши в руки лижі та
лижні палиці, бігом прямують до кордону транзитної зони, де, пристібнувши лижі до носків черевиків, вирушають на лижну гонку.

### Лижний сегмент
На третьому етапі проходження зимової комбінованої дистанції атлетам дозволяється використовувати за уподобанням будь-який стиль бігу (ковзанярський або класичний). Також при наявності на трасі гонки снігових прогалин допускається біг на лижах по землі, або з лижним екіпіруванням у руках.
Завершення бігу на лижах і самих змагань з дисципліни тріатлон-зимовий проходить у встановлених на кордоні траси «фінішних воротах».

## Зимовий тріатлон в Україні
В Україні зимовий напрямок у безперервному триборстві під керівництвом Федерації тріатлону України тільки розвивається. Метою організації Всеукраїнських змагань з виду програми тріатлон-зимовий є подальша популяризація інноваційного напрямку у вітчизняному спорті. Перший чемпіонат з зимового тріатлону за підтримки Міністерства освіти і науки, молоді та спорту України під егідою ФТУ був проведений в 2007 році в Києві на плато Голосіївського лісу (стандартна дистанція).
Ранг спортивних заходів по зимовому тріатлону, дистанції, вікові групи, терміни і місце проведення стартів щорічно зазначаються в п. II «Положення про Всеукраїнські змаганнях з тріатлону», у календарі, що публікується на сайті ФТУ: http://triathlon.org.ua [Архівовано 1 листопада 2012 у Wayback Machine.].
Так, відповідно з календарем Всеукраїнських змагань з тріатлону за 2009 рік, 18 січня в Києві проводився черговий чемпіонат України із зимового тріатлону відповідно до вимог та за чинним правилам ITU: у чоловіків на стандартній дистанції 7 км біг + 12 км велогонка + 10 км лижна гонка, а у жінок, юніорів та ветеранів — на короткій 3 км + 6 км + 6 км відповідно. Переможцями стали: у чоловіків — В. Мухідінов (Мукачево), у жінок — Ю. Беган (Львів), у юніорів — В. Вовкодав (Київ), у ветеранів — В. Петрович (Київ).
Згідно календарів ФТУ в Києві щорічно з 2007 року проходять змагання із зимового безперервного триборства. Так, в останні роки Федерацією були проведені 02-03.03.2014 р., 07-08.03.2015 р., 13-14.02.2016 р., 24-26.02.2017 р. відкриті чемпіонати Україна серед дорослих та юніорів на дистанціях 8,0 + 12,0 + 10,0 км і 4,0 + 6,0 + 5,0 км.